# دستجرده (گلپایگان)
دستجرده (گلپایگان)، روستایی از توابع بخش مرکزی شهرستان گلپایگان در استان اصفهان ایران است.

## جمعیت
این روستا در دهستان جلگه قرار دارد و براساس سرشماری مرکز آمار ایران در سال ۱۳۸۵، جمعیت آن ۲۷۶ نفر (۹۰خانوار) بوده‌است.